# Clemelis fuscifrons
Clemelis fuscifrons là một loài ruồi trong họ Tachinidae.